# 加林娜·多尔古申娜
加林娜·多尔古申娜（1981年3月28日—）是一名哈萨克斯坦现代五项运动员，身高1.68米，体重60千克。曾参加2010年广州亚运会现代五项比赛，并获得女子个人第十五名和女子团体铜牌。